# Li Jinhe
Li Jinhe (chiń. 李金河, ur. 22 maja 1964) – chiński sztangista, brązowy medalista olimpijski z Seulu.
Zawody w 1988 były jego jedynymi igrzyskami olimpijskimi. Po medal sięgnął w wadze do 67,5 kilogramów.